# CNA Center
Il CNA Center (soprannominato "Big Red") è un grattacielo alto di 183 metri situato nel centrale degli affari di Chicago, Illinois.

## Descrizione
Il CNA Center è un semplice edificio rettangolare in stile internazionale, ma è unico in quanto l'intero edificio è stato dipinto di rosso brillante da Eagle Painting & Maintenance Company, Inc., trasformando una struttura altrimenti ordinaria in uno degli edifici più accattivanti nella città. È stato progettato dalla ditta Graham, Anderson, Probst & White ed è stato completato nel 1972.

## Inquilini
A partire dal 2014, la CNA occupava il 65 percento della torre. Altri occupanti includevano la Chicago Housing Authority e la United Way.
Nel dicembre 2015, CNA ha annunciato che avrebbe venduto la struttura e si sarebbe trasferita in un nuovo edificio a 151 North Franklin che sarebbe stato ribattezzato CNA Center.
Nell'agosto 2017, Buck e Northern Trust hanno annunciato un accordo per affittare 43.000 metri quadrati dell'edificio. Il contratto di locazione, che comprende i diritti di segnaletica e denominazione, consoliderà circa 2.500 a 3.000 lavoratori del Northern Trust da diversi siti intorno a Chicago e avrà luogo nel 2020.

## Storia
Originariamente noto come Continental Center III, sia il CNA Center (ex CNA Plaza) che il vicino CNA Center North (Continental Center II, costruito nel 1962 a 55 East Jackson Blvd.) sono stati dipinti di rosso. L'edificio rosso più basso è stato successivamente riportato al suo originale tono grigio nel 1999. I due edifici rimangono uniti al secondo piano. La precedente sede della compagnia dal 1943 al 1962 era stata la Metropolitan Tower (310 South Michigan Avenue, alias Continental Center I).
Nel 1999, un grande frammento di una finestra cadde dall'edificio e uccise una donna che camminava con il suo bambino. Le finestre hanno sempre presentato dei difetti da quando l'edificio è stato costruito nel 1975. CNA Financial, una compagnia di assicurazioni immobiliari, in seguito pagò $ 18 milioni per risolvere la causa risultante. Tutte le finestre dell'edificio sono state sostituite con un costoso aggiornamento.

## Curiosità
Utilizzando una combinazione di luci accese / spente e 1.600 tapparelle aperte / chiuse (e talvolta intagli in pannelli di schiuma), le finestre su CNA Center vengono spesso utilizzate per visualizzare messaggi tramite finestre illuminate, che in genere indicano festività, tradizioni e altri eventi che indicano l'orgoglio civile di Chicago, come quando i Blackhawk hanno giocato e vinto la finale della Stanley Cup 2010 e quando i Cubs hanno disputato le World Series 2016. Gli ingegneri edili utilizzano un programma per computer per tracciare le finestre che devono essere illuminate per creare il messaggio corretto.